# Maureilhan
Maureilhan è un comune francese di 1 869 abitanti situato nel dipartimento dell'Hérault nella regione dell'Occitania.
I suoi abitanti si chiamano Maureilhanais.

## Società

### Evoluzione demografica
Abitanti censiti